# 双子語
双子語（ふたごご、英語: Cryptophasia）とは、双子の間でのみ独自に使用される言語。
出生から複数の言語にさらされる子供たちは双子語を発達させることが多いが、これらの言語は通常比較的幼い間に消え、接する言語の一方または両方を使い出す。また、親（当然ながら双子でないことが多い）が気味悪がってやめさせる例もある。
イギリスでの有名な例として、ジューン&ジェニファー・ギボンズ（1963年生まれの双子の放火犯）の例があり、この例では十代になっても双子語が残存していたという。